# Campyloneurus bicolor
Campyloneurus bicolor är en stekelart som beskrevs av Szepligeti 1900. Campyloneurus bicolor ingår i släktet Campyloneurus och familjen bracksteklar. Utöver nominatformen finns också underarten C. b. piceus.